# Francesco Araja
Francesco Domenico Araja, o Araia, in russo Франческо Арайя (Napoli, 25 giugno 1709 – Bologna, 1770 circa), è stato un compositore italiano, fu il primo esponente della scuola napoletana ad essere attivo presso la corte imperiale russa.

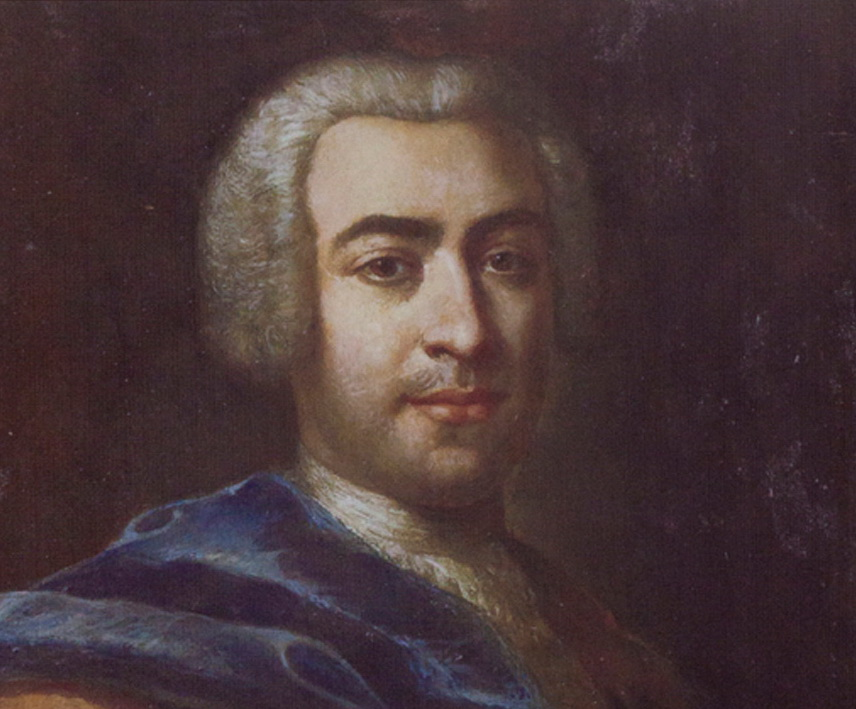
Francesco Araja

Tra le opere da lui scritte per la corte vi è Цефал и Прокрис (Cefalo e Procri), la prima opera in lingua russa. È possibile che egli, nel 1751, abbia composto l'opera Титово милосердие (La clemenza di Tito) su libretto in russo (probabilmente tradotto dall'italiano) del famoso attore e in seguito compositore Fyodor Grigorievich Volkov.

## Biografia
Araja ricevette la sua prima educazione musicale a Napoli dal padre Angelo Araia e dal nonno Pietro Aniello Araia. Successivamente fu forse allievo di Leonardo Vinci o Leonardo Leo, ed iniziò a comporre all'età di 20 anni. Le sue prime opere vennero rappresentate nei teatri di Napoli, Firenze, Roma, Milano e Venezia. Nel 1735 fu invitato a San Pietroburgo, assieme a una compagnia operistica italiana, e divenne maestro di cappella delle imperatrici Anna ed Elisabetta poi.
La sua La forza dell'amore e dell'odio fu la prima opera italiana rappresentata in Russia. Fu messa in scena nel 1736 come Сила любви и ненависти (Sila lyubvi i nenavisti), con un libretto, il primo mai stampato in russo, con la traduzione in lingua locale di Vasily Trediakovsky. Ad essa seguirono Il finto Nino, ovvero La Semiramide riconosciuta nel 1737, Artaserse nel 1738, Seleuco, con la traduzione in russo ad opera di Sumarokov, andata in scena per la prima volta a Mosca nel 1744, Scipione (tradotta da Adam Olsufiev), a San Pietroburgo nel 1745, Mitridate nel 1747, e altre.
Tutte queste opere erano composte su libretti in italiano; ma nel 1755 Araja compose Цефал и Прокрис (Tsefal i Prokris, Cefalo e Procri), un'opera in tre atti su libretto in russo di Alexander Sumarokov basato sulle Metamorfosi di Ovidio. Venne messa in scena per la prima volta a San Pietroburgo il 7 marzo (27 febbraio secondo il calendario giuliano, allora ancora vigente in Russia) 1755, con scenografie di Giuseppe Valeriani e fu la prima opera con cantanti russi. Fu un grande successo, ed Araja ricevette 100 mezzi imperiali, equivalenti a 5 rubli in oro, ed una lussuosa carrozza stimata 500 rubli come dono dall'imperatrice Elisabetta.
Le sue due opere successive, Amor prigioniero e Ifigenia in Tauride, vennero rappresentate per la prima volta, rispettivamente, a Oranienbaum nel 1755 e a Mosca nel 1758. Nel 1759 Araja fece ritorno in Italia, ma venne richiamato in Russia per l'incoronazione dello zar Pietro III nel 1762. Ben presto, questi viene fatto assassinare dalla moglie, la futura Caterina II, e anche in conseguenza di ciò Araja lasciò definitivamente la Russia. Le sue ultime composizioni furono l'oratorio La Natività di Gesù e l'opera La Cimotea. Morì a Bologna tra il 1762 e il 1770.

## Produzione

### Opere
- Lo matremmonejo pe' mennetta, opera buffa, libretto di Tommaso Mariani (Teatro de' Fiorentini, Napoli, autunno 1729)
- Berenice, opera seria, libretto di Antonio Salvi (Teatro Pratolino, Firenze, 1730)
- Ciro riconosciuto, opera seria, libretto di Antonio Salvi (Teatro Dame, Roma, carnevale 1731)
- Il Cleomene, opera seria, libretto di Vicenzo Cassani (Teatro Dame, Roma, primavera 1731)
- L'amor regnante, libretto di Pietro Metastasio (1731, Roma)
- Semiramide riconosciuta, opera seria, libretto di Pietro Metastasio (Napoli, 1731)
- La forza dell'amore e dell'odio, opera seria, libretto di Francesco Prata (Teatro Ducale, Milano, gennaio 1734; come Сила любви и ненависти (Sila lyubvi i nenavisti), San Pietroburgo, 1736)
- Lucio Vero, opera seria, libretto di Apostolo Zeno, (Teatro Sant'Angelo, Venezia, carnevale 1735)
- Il finto Nino, overo La Semiramide riconosciuta, opera seria, libretto di Francesco Silvani (San Pietroburgo, 9 febbraio 1737)
- Artaserse, opera seria (San Pietroburgo, 9 febbraio 1738)
- Seleuco, opera seria, libretto di Giuseppe Bonecchi (Mosca, 7 maggio 1744)
- Scipione, opera seria, libretto di Giuseppe Bonecchi (S. Pietroburgo, 4 o 5 settembre 1745)
- Mitridate, opera seria, libretto di Giuseppe Bonecchi (S. Pietroburgo, 7 maggio 1747)
- L'asilo della pace, opera seria, libretto di Giuseppe Bonecchi (S. Pietroburgo, 7 maggio 1748)
- Bellerofonte, opera seria, libretto di Giuseppe Bonecchi (S. Pietroburgo, 9 dicembre 1750)
- Eudossa incoronata, o sia Teodosio II, libretto di Giuseppe Bonecchi (S. Pietroburgo, 9 maggio 1751)
- Tsefal i Prokris, opera seria, libretto di Alexander Sumarokov (S. Pietroburgo, 7 marzo 1755)
- Amor prigioniero, dialogo per musica, libretto di Pietro Metastasio (Oranienbaum, 27 giugno 1755)
- Alessandro nell'Indie, libretto di Pietro Metastasio (S. Pietroburgo, 29 dicembre 1755; Oranienbaum, 1759)
- Ifigenia in Tauride opera seria, (Mosca, 1758)
- La Cimotea

### Oratori
- S. Andrea Corsini (Roma, 1731)
- La Natività di Gesù

### Cantate
- La gara dell'amore e dello zelo (S. Pietroburgo, 1736)
- L'asilo della pace (libretto di Giuseppe Bonecchi) (S. Pietroburgo, 1748)
- La corona d'Alessandro Magno (Giuseppe Bonecchi) (S. Pietroburgo, 1750)
- Amor prigioniero (Pietro Metastasio) (Oranienbaum, 1755)
- Junon secourable lucine (Antonio Denzi) (S. Pietroburgo, 1757)
- Urania vaticinante (Antonio Denzi) (S. Pietroburgo, 1757)